# كأس أذربيجان 2014–15
كأس أذربيجان 2014–15 (بالأذرية: 2014-15 Azərbaycan Kuboku)‏ هو الموسم 23 من كأس أذربيجان. أقيم خلال الفترة 22 أكتوبر 2014 وحتى 3 يونيو 2015، وأشرف على تنظيمه اتحاد أذربيجان لكرة القدم، وكان عدد الأندية المشاركة فيه 18، وفاز فيه نادي قره باغ.